# 亞爾瓦奇
亞爾瓦奇（土耳其語：Yalvaç）是土耳其的城鎮，由伊斯帕爾塔省負責管轄，位於該國西南部，距離首府伊斯帕爾塔105公里，面積1,415平方公里，海拔高度1,100米，2010年人口20,259。

## 友好城市
亞瓦爾奇與以下城市是友好城市：
- 伯利恒，巴勒斯坦[3]

## 外部連結
- Yalvac information Web site （土耳其文）
- Yalvaç （页面存档备份，存于） Official Yalvac news page] （土耳其文）
- District governor's official website （页面存档备份，存于） （土耳其文）
- District municipality's official website （页面存档备份，存于） （土耳其文）
- Yalvac MYO （页面存档备份，存于） （土耳其文）
- Yalvac information Web site （土耳其文）